# Soni Mustivar
Sony Mustivar (Aubervilliers, Francia, 12 de febrero de 1990) es un futbolista haitiano. Juega de defensa y su equipo es el F. C. Gueugnon del Championnat National 3.

## Selección nacional
Ha jugado con la selección de fútbol sub-20 de Francia. Comenzó su carrera internacional, el 6 de septiembre de 2013, con la selección absoluta de Haití ante Corea del Sur.

## Clubes
| Club                   | País           | Año       |
| ---------------------- | -------------- | --------- |
| S. C. Bastia           | Francia        | 2008-2011 |
| U. S. Orléans (cedido) | Francia        | 2010-2011 |
| Petrolul Ploiești      | Rumania        | 2012-2015 |
| Sporting Kansas City   | Estados Unidos | 2015-2017 |
| Neftçi P. F. K.        | Azerbaiyán     | 2018-2020 |
| F. C. Hermannstadt     | Rumania        | 2020      |
| Nea Salamis            | Chipre         | 2021      |
| Entente SSG            | Francia        | 2022      |
| F. C. Gueugnon         | Francia        | 2022-     |

## Palmarés

### Títulos nacionales
| Título          | Club                 | País           | Año  |
| --------------- | -------------------- | -------------- | ---- |
| Copa de Rumania | Petrolul Ploiești    | Rumania        | 2013 |
| U. S. Open Cup  | Sporting Kansas City | Estados Unidos | 2015 |
| U. S. Open Cup  | Sporting Kansas City | Estados Unidos | 2017 |